# Fallo del Estado
En economía, un fallo del Estado es una ineficiencia causada por la actuación del Estado. El término surgió a principios de los años 60 con el aumento de las críticas de intelectuales y políticos a la regulación. Con la premisa de que la única justificación legítima para la regulación estatal eran los fallos de mercado, los economistas plantearon nuevas teorías. Por ejemplo, se argumentó que un fallo del Estado ocurre cuando la intervención provoca una asignación de recursos más ineficiente que la que existiría sin esa intervención. Debido a no comparar entre sí las ineficiencias creadas por los fallos de mercado y del Estado, los primeros «solo proporcionan una ayuda limitada a la hora de prescribir soluciones exitosas para el Gobierno».
A veces se usa el término «fallo pasivo del Estado» para describir la falta de intervención estatal ante un fallo de mercado que daría lugar a una situación contraria a una distribución más deseable de los recursos. Al igual que ocurre con los fallos de mercado, existen diferentes tipos de fallos del Estado que provocan distorsiones económicas.

## Origen
Uno de los primeros usos conocidos del término fue el de Ronald Coase, en 1964, al comparar un sistema real y uno ideal de economía regulatoria:

«La contemplación de un sistema óptimo puede proporcionar técnicas de análisis que, de otro modo, no se habrían tenido en cuenta, y en algunos casos concretos, puede ayudar enormemente a encontrar una solución. Pero en general su influencia ha sido perniciosa. Ha desviado la atención de los economistas de la cuestión principal, que es cómo funcionarían planes alternativos en la práctica. Ha llevado a los economistas a sacar conclusiones de política económica a partir de estudios abstractos de una situación de mercado. No es casualidad que en la literatura [...] encontremos una sección de «fallos de mercado» pero no de «fallos del Estado». hasta que nos demos cuenta de que estamos eligiendo entre organizaciones sociales que son todas, en mayor o menor medida, fallos, es improbable que hagamos mucho progreso.»